# Amtsgericht Domnau
Das Amtsgericht Domnau war ein preußisches Amtsgericht mit Sitz in Domnau, Ostpreußen.

## Geschichte
Das königlich preußische Amtsgericht Domnau wurde mit Wirkung zum 1. Oktober 1879 als eines von 17 Amtsgerichten im Bezirk des Landgerichtes Bartenstein im Bezirk des Oberlandesgerichtes Königsberg gebildet. Der Sitz des Gerichtes war Domnau. Aufgelöst wurde die bisherige Gerichtskommission Domnau des Kreisgerichts Bartenstein. Sein Gerichtsbezirk umfasste aus dem Kreis Friedland der Stadtbezirk Domnau und die Amtsbezirke Schloss Domnau, Galben, Kapsitten, Lisenfeld, Puschkeiten und Großsaalau sowie aus dem Kreis Preußisch Eylau die Amtsbezirke Abschwangen, Blankenau und Uderwangen. Am Gericht bestand 1888 eine Richterstelle. Das Amtsgericht war damit ein kleines Amtsgericht im Landgerichtsbezirk.
Im Jahre 1945 wurden der Amtsgerichtsbezirk unter sowjetische Verwaltung gestellt und die deutschen Einwohner vertrieben. Damit endete auch die Geschichte des Amtsgerichtes Domnau.